# Leptogaster fuscifacies
Leptogaster fuscifacies là một loài ruồi trong họ Asilidae. Leptogaster fuscifacies được Martin miêu tả năm 1964. Loài này phân bố ở vùng nhiệt đới châu Phi.